# Musique équitable
La notion de musique équitable a pour objectif d'appliquer les principes du commerce équitable à la musique. Elle insuffle de nouvelles valeurs dans l'industrie musicale, et permet de créer des rapports plus solidaires, équitables et transparents entre ses différents acteurs. La suppression des intermédiaires est l'un des fondements de la musique équitable.
La rémunération des artistes reste le cœur de la musique équitable dans un secteur qui a vécu l'émergence des acteurs de streaming aux conditions de rémunération jugée opaques.

## Les dimensions définissant la musique équitable
1. économique : par un modèle repensé pour les artistes et les professionnels de la musique, elle garantit aux artistes une meilleure rémunération
2. sociale : elle fait naître des partenariats avec les artistes basés sur la confiance, l’échange et la transparence plutôt que sur des relations purement financières et juridiques
3. politique : elle influence positivement l’industrie de la musique et sensibilise le public à de nouvelles valeurs dans la musique et pour la société

### Fonctionnement
Une plateforme de musique équitable propose aux artistes un espace personnalisé pour faire connaitre leur musique par le plus grand nombre. La plateforme propose également de nombreux outils technologiques à leur disposition et des services basés sur un système équitable pour tous les partis :
- Suppression des intermédiaires pour être toujours plus proche du public
- Choix de la mise à disposition gratuite ou non des morceaux pour se faire connaître du plus grand nombre
- Rémunération plus importante que par le circuit traditionnel est reversée aux artistes
- Des outils de promotion numériques et 2.0 mis à leur disposition
- Un contrat transparent avec l'artiste
- Point de rendez-vous entre artistes et internautes engagés, défendant les mêmes valeurs
- Participer à l'émergence d'une communauté fédérée autour de la musique équitable et de nouvelles valeurs

Les sites internet de musique équitable permettent l'achat de musique équitable.

### Avantages pour les artistes
Un pourcentage important du prix d'achat est reversé à l'artiste, cet argent peut ainsi contribuer au développement de ses projets. Ils peuvent aussi indiquer leurs influences qui généreront automatiquement la création de nouvelles pages d'artistes (informations sur le groupe, vidéos, discographie, ...).

### Avantages pour les acheteurs
L'achat d'un album d'un artiste de référence par l'intermédiaire de ces sites participe au développement de groupes indépendants. L'acheteur motive aussi l'ascension d'un groupe par l'achat d'un album mais peut aussi de discuter et échanger sur son avenir car il peut avoir un contact direct avec les artistes qu'il apprécie et/ou qu'il soutient.

## Sites Internet de musique équitable
Plusieurs acteurs existent dans le domaine de la musique équitable. 
- ezic.fr : eZIC distribution et sa plateforme de téléchargement.
- Distrinum.com, et Oyoboo.com
- L'association Gecko Music Prod
- DiskOverMusic, et sa plateforme en ligne diskovermusic.com : le dernier né des acteurs de la musique équitable. Son activité évolue du point de vue associatif sur le site http://asso.diskovermusic.com
- Fairplaylist est une association qui a pour but de soutenir la création et la diversité musicale, en ingérant les valeurs d'équité et d'écologie
- le Collectif BROKATOF http://www.brokatof.com, association regroupant des artistes de la musique et de l'image a mis en place une boutique en ligne dont 70 % du prix de vente des CD ou DVD est reversé aux artistes et 30 % pour le financement de nouveaux projets.